# The Diary of a Teenage Girl

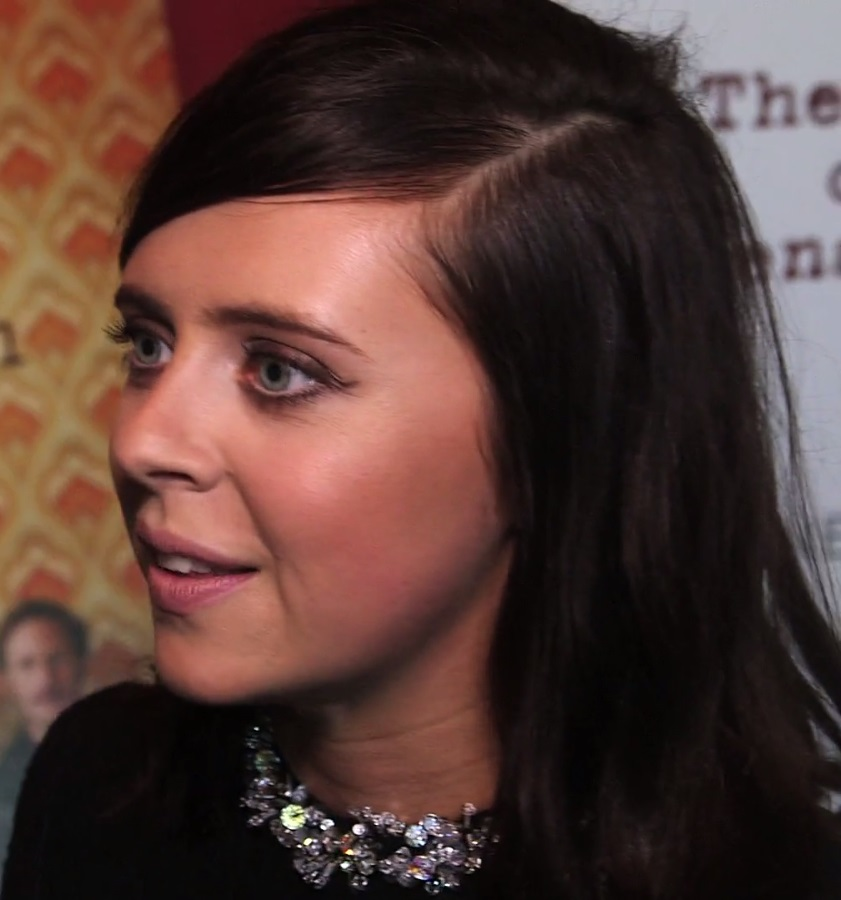
Huvudrollsinnehavaren Bel Powley vid filmens premiär, 7 augusti 2015.

The Diary of a Teenage Girl är en amerikansk dramakomedifilm från 2015 regisserad av Marielle Heller. Filmen är baserad på den grafiska dagboksromanen The Diary of a Teenage Girl: An Account in Words and Pictures från 2002 av Phoebe Gloeckner. I de ledande rollerna syns Bel Powley, Kristen Wiig och Alexander Skarsgård.

## Handling
San Francisco 1976. 15-åriga Minnie är en aspirerande serietecknare som börjar spela in en röstdagbok. Hon är nyfiken på sex och önskar förlora oskulden, men våndas över att hon kanske är för oattraktiv. Minnies mor Charlotte är alltför upptagen för att ha tid att gå ut med sin pojkvän Monroe, och hon föreslår att han tar med sig Minnie ut istället, ovetandes om att Minnie är intresserad av att ha sex med Monroe.

## Rollista (i urval)
| Bel Powley          | – Minnie Goetze         |
| Kristen Wiig        | – Charlotte Worthington |
| Alexander Skarsgård | – Monroe Rutherford     |
| Christopher Meloni  | – Pascal MacCorkill     |
| Austin Lyon         | – Ricky Wasserman       |
| Madeleine Waters    | – Kimmie Minter         |
| Margarita Levieva   | – Tabatha               |
| Quinn Nagle         | – Chuck Saunders        |